# Catarinhof
O Catarinhof ou Ekatarinhof (em russo: "Екатеринго́ф", em alemão: "Ekaterinhof", literalmente: "pátio de Catarina") é um  parque paisagístico histórico no sudoeste de São Petersburgo, na Rússia. Seu nome teve origem em 1711, quando Pedro, o Grande, apresentou a Ilha Ekaterinhof e as terras adjacentes ao longo do rio Ekateringofka para sua esposa Catarina, cujo nome eles homenageiam.

## História
O Czar Pedro, O Grande aparentemente concebeu Catarinhof como a primeira propriedade imperial localizada na estrada que vai da capital até sua principal residência de verão, Peterhof. Ele encomendou a construção de um palácio de madeira de dois andares, um canal e um porto. Para suas filhas, as propriedades de Annenhof e Elisavethof foram projetadas.

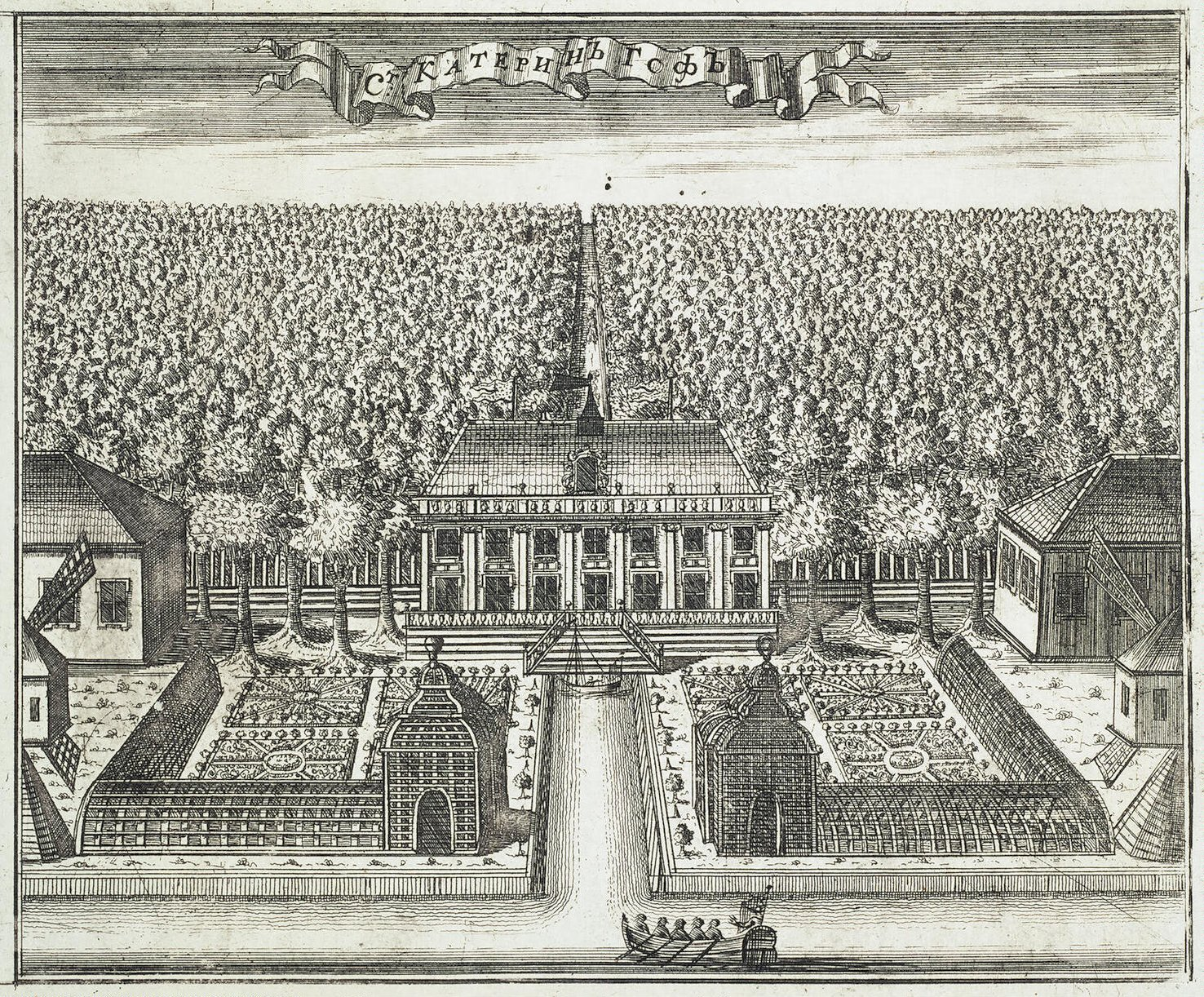
Gravura de Alexey Zubov, 1716.

 A propriedade foi abandonada logo após a morte de Pedro I. A Czarina Ana acrescentou duas alas ao palácio, mas estas foram demolidas em 1779. Como os monarcas sucessivos preferiram desenvolver Tsarskoye Selo como sua residência de verão alternativa, Catherinehof sofreu abandono até 1800, quando o Czar Paulo a doou para sua amante, Anna Gagarina.
Quatro anos depois, a propriedade passou para a administração da cidade de São Petersburgo, que a desenvolveu como um parque de diversões municipal, com muitos pavilhões de jardim e um "Vauxhall" para concertos musicais. O palácio principal abrigava uma biblioteca e um museu dedicado a Pedro I. O parque Petrino foi consideravelmente expandido e tornou-se tão popular entre os petersburgueses que alusões a ele podem ser encontradas em obras como as memórias de Giacomo Casanovae os romances de Dostoievski.
Com o início da Revolução Industrial, o bairro antes tranquilo e recluso tornou-se um subúrbio industrial da capital russa. O parque caiu em abandono depois que o palácio foi destruído por um incêndio em 1924. Vários anos antes, um fundo privado tinha anunciado planos para reconstruir o palácio abandonado.

## Parque
Além do jardim, que remonta ao século XVIII, os locais de interesse em Catarinhof incluem a Arco do Triunfo de Narva, a metoquião do Mosteiro de Valaam e uma coluna de granito supostamente encomendada por Catarina I para homenagear seu amante executado William Mons.
A Igreja de Santa Catarina foi fundada em Catherinehof em 1703 e, como diz a tradição local, testemunhou o casamento secreto de Pedro I e Catarina em 1707. Konstantin Thon substituiu a velha igreja por uma estrutura muito maior em seu estilo russo-bizantino característico; mas o enorme edifício de cinco cúpulas foi reformado na década de 1890 antes de ser demolido pelos soviéticos em 1929.